# Pikelinia roigi
Pikelinia roigi is een spinnensoort in de taxonomische indeling van de spleetwevers (Filistatidae).
Het dier behoort tot het geslacht Pikelinia. De wetenschappelijke naam van de soort werd voor het eerst geldig gepubliceerd in 1997 door M. J. Ramírez & Cristian J. Grismado.